# Silence-Lotto/2009
Deze pagina geeft een overzicht van de wielerploeg Silence-Lotto in 2009.

## Algemeen
Sponsors: Omega Pharma (Silence), Belgische Nationale Loterij (Lotto)
Algemeen manager: Geert Coeman
Team manager: Marc Sergeant
Ploegleiders: Roberto Damiani, José De Cauwer, Herman Frison, Hendrik Redant, Marc Sergeant, Stefano Zanini
Fietsmerk: Canyon
Materiaal en banden: Mavic, Vredestein

## Renners
| Naam                       | Geboortedatum | Nationaliteit       | Ploeg 2008                                              |
| -------------------------- | ------------- | ------------------- | ------------------------------------------------------- |
| Mario Aerts                | 31-12-1974    | België              |                                                         |
| Christophe Brandt          | 06-05-1977    | België              |                                                         |
| Wilfried Cretskens         | 10-07-1976    | België              | Quick Step                                              |
| Francis De Greef           | 02-02-1985    | België              |                                                         |
| Kenny Dehaes               | 10-11-1984    | België              | Topsport Vlaanderen van januari-juni 2009 bij Katjoesja |
| Thomas Dekker              | 06-09-1984    | Nederland           | Rabobank (tot augustus 2008)                            |
| Mickaël Delage             | 06-12-1984    | Frankrijk           | Française des Jeux                                      |
| Glenn D'Hollander          | 28-12-1974    | België              |                                                         |
| Bart Dockx                 | 02-09-1981    | België              |                                                         |
| Michiel Elijzen            | 31-08-1982    | Nederland           | Rabobank                                                |
| Cadel Evans                | 14-02-1977    | Australië           |                                                         |
| Gorik Gardeyn              | 17-03-1980    | België              |                                                         |
| Philippe Gilbert           | 05-08-1982    | België              | Française des Jeux                                      |
| Leif Hoste                 | 17-07-1977    | België              |                                                         |
| Pieter Jacobs              | 06-06-1986    | België              |                                                         |
| Olivier Kaisen             | 30-04-1983    | België              |                                                         |
| Sebastian Lang             | 15-09-1979    | Duitsland           | Team Gerolsteiner                                       |
| Jonas Ljungblad            | 15-01-1979    | Zweden              | P3 Transfer-Batavus                                     |
| Matthew Lloyd              | 24-05-1983    | Australië           |                                                         |
| Jürgen Roelandts           | 02-07-1985    | België              |                                                         |
| Staf Scheirlinckx          | 12-03-1979    | België              | Cofidis                                                 |
| Roy Sentjens               | 15-12-1980    | België              |                                                         |
| Tom Stubbe                 | 26-05-1981    | België              | Française des Jeux                                      |
| Greg Van Avermaet          | 17-05-1985    | België              |                                                         |
| Jurgen Van den Broeck      | 01-02-1983    | België              |                                                         |
| Jelle Vanendert            | 19-02-1985    | België              | Française des Jeux                                      |
| Johan Vansummeren          | 04-02-1981    | België              |                                                         |
| Charles Wegelius           | 26-04-1978    | Verenigd Koninkrijk | Liquigas                                                |
| Stagiairs                  |               |                     |                                                         |
| Adam Blythe (stagiair)     | 01-10-1989    | Verenigd Koninkrijk |                                                         |
| Kris Boeckmans (stagiair)  | 13-02-1987    | België              |                                                         |
| Yannick Eijssen (stagiair) | 26-06-1989    | België              |                                                         |

## Belangrijke overwinningen
| Internationale Wielerweek 6e etappe: Cadel Evans Ronde van Turkije 5e etappe: Olivier Kaisen Ronde van Italië 2009 20e etappe: Philippe Gilbert Critérium du Dauphiné Libéré 2009 1e etappe: Cadel Evans | Ster Elektrotoer 4e etappe: Philippe Gilbert Eindklassement: Philippe Gilbert Schaal Sels Winnaar: Kris Boeckmans (stagiair) Wereldkampioenschap wielrennen 2009 Wereldkampioen: Cadel Evans | Coppa Sabatini Winnaar: Philippe Gilbert Parijs-Tours Winnaar: Philippe Gilbert Ronde van Piemonte Winnaar: Philippe Gilbert Ronde van Lombardije Winnaar: Philippe Gilbert |

1985 · 1986 · 1987 · 1988 · 1989 · 1990 · 1991 · 1992 · 1993 · 1994 · 1995 · 1996 · 1997 · 1998 · 1999 · 2000 · 2001 · 2002 · 2003 · 2004 · 2005 · 2006 · 2007 · 2008 · 2009 · 2010 · 2011 · 2012 · 2013 · 2014 · 2015 · 2016 · 2017 · 2018 · 2019 · 2020 · 2021 · 2022 · 2023 · 2024 · 2025
AG2R-La Mondiale · Astana · Bbox-Bouygues Telecom/2009 · Caisse d'Epargne · Cofidis · Team Columbia · Team CSC Saxo Bank · Euskaltel-Euskadi · Française des Jeux · Fuji-Servetto · Garmin-Chipotle · Katjoesja · Lampre-NGC · Liquigas · Team Milram · Quick·Step · Rabobank · Silence-Lotto